# Jaguara (São Paulo)

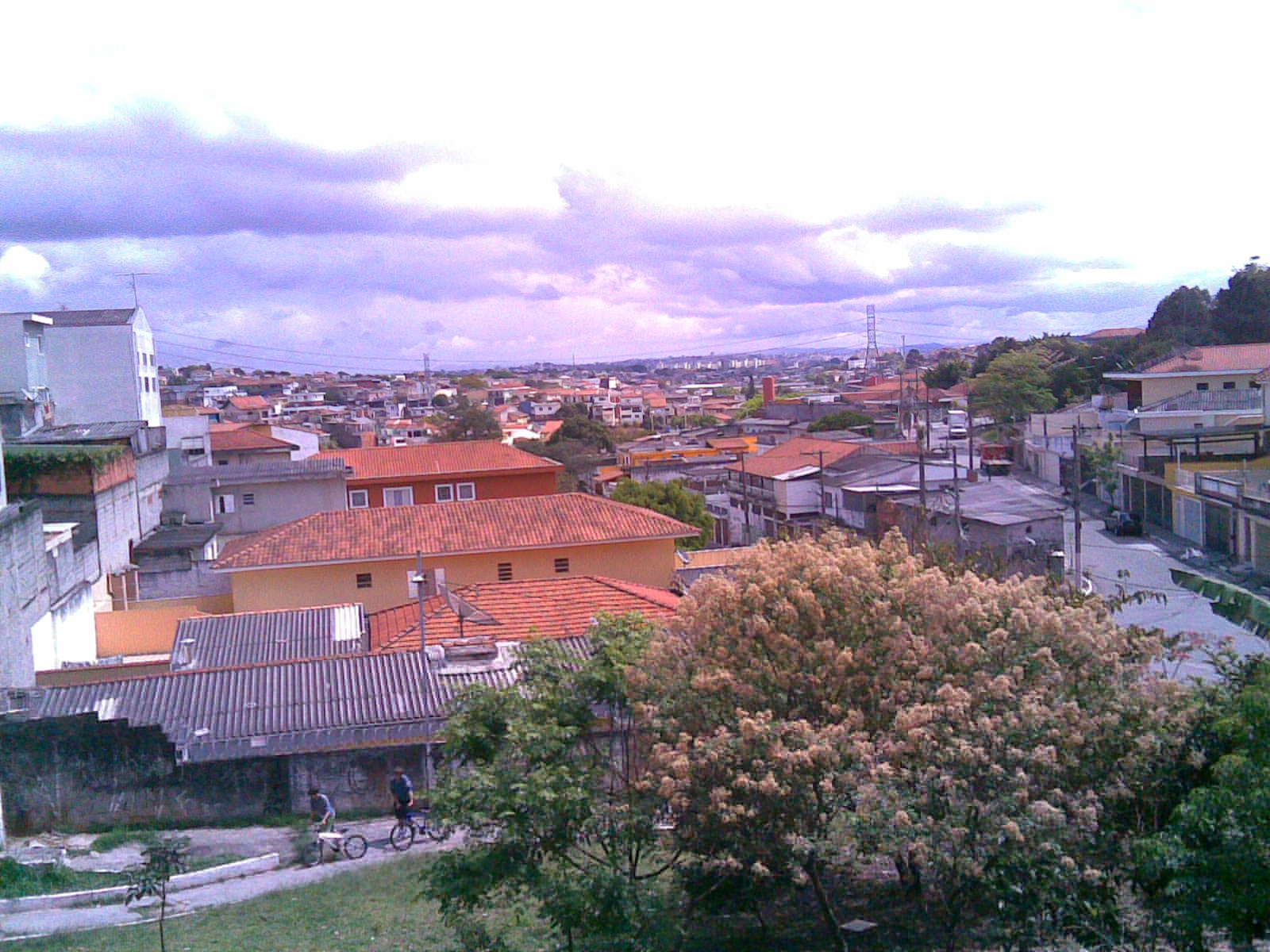
Photo d'un quartier de jaguara

Jaguara est un district situé dans la zone ouest de la ville de São Paulo. Le district se situe entre les autoroutes Anhanguera, Castello Branco et Marginal Tietê.

## Caractéristiques
La classe moyenne prédomine dans le quartier, qui est un mélange de régions résidentielles et industrielles. De nombreuses entreprises ont déjà possédé ou ont des usines dans le quartier comme Unilever, Danone et Refinações de Milho Brasil. Il possède également de grandes entreprises de logistique telles que Mercúrio et Expresso Araçatuba.
Une grande partie du district est occupée par le parc municipal de Vila dos Remédios, où se trouvent des arbres indigènes de la forêt atlantique intacts depuis des siècles. Deux ponts relient le district et les régions proches de la région centrale de la ville de São Paulo, le Pont dos Remédios et le Pont da Anhanguera.

## Quartiers
Le district de Jaguara est divisé en 16 quartiers : Jardim Marisa ; Jardim Piauí ; Jardim Vieira ; Vila Jaguara ; Vila Nilva ; Vila Piauí ; Chácara São João ; Jardim Cimobil ; Vila Varanda ; Vila Eleonora ; Vila Santa Edwiges ; Vila Aparecida Ivone ; Jardim Ramos Freitas ; Jardim Belaura ; Vila Nova Jaguara ; Parque Anhanguera.